# Carlton Sherwood
Carlton Alex Sherwood (* 16. Dezember 1946; † 11. Juni 2014 in Philadelphia, USA) war ein US-amerikanischer Journalist und Mitglied von zwei Nachrichtenteams, die für die Verleihung des Pulitzer-Preises und des Peabody Award an ihre Organisationen verantwortlich waren.
Nachdem er für die Washington Times gearbeitet hatte, die Eigentum der Vereinigungskirche war, schrieb er Inquisition: The Persecution and Prosecution of the Reverend Sun Myung Moon, ein Buch über die Vereinigten Staaten gegen Sun Myung Moon, in dem es um Sun Myung Moon, das Oberhaupt derselben Kirche, ging.
Im Jahr 1987 rief die Blinded American Veterans Foundation den jährlichen Carlton Sherwood Media Award ins Leben, um sowohl journalistische Höchstleistungen als auch diejenigen Medienvertreter zu würdigen, die besonderes Interesse an den Bedürfnissen und Anliegen amerikanischer Veteranen gezeigt haben.

## Frühes Leben und Karriere
Er wurde 1946 in Camden, New Jersey, als Sohn eines U-Boot-Offiziers geboren. Er trat in das US Marine Corps ein und nahm an der Besetzung der Dominikanischen Republik durch die Vereinigten Staaten teil. Später besuchte er die University of Maryland. Seine Karriere als Reporter begann 1968 beim Philadelphia Bulletin.

## Journalismus
Sherwood, John M. Hanchette und William F. Schmick waren dafür verantwortlich, dass der Gannett News Service 1980 die Goldmedaille des Pulitzer-Public-Service Preises gewann. Der Preis wurde für eine Serie vergeben, die einen Spendenskandal untersuchte, in den die Pauline Fathers von Doylestown, Pennsylvania, verwickelt waren, und die Rolle des Vatikans bei der anschließenden Vertuschung. Es war das erste Mal, dass diese Auszeichnung an einen Nachrichtendienst vergeben wurde.
Sherwood war auch Teil eines Teams von Reportern, die Missbrauch, Vernachlässigung und Todesfälle unter Kindern, Senioren und psychisch Kranken dokumentierten, die vom Department of Human Services von Oklahoma betreut wurden. Die Untersuchung gipfelte in Artikeln, die von Gannett veröffentlicht wurden, einem Sonderbericht von Karen Burns und Bill Lichtenstein, der im ABC News Magazine 20/20 mit dem Titel: Throwaway Kids, ausgestrahlt wurde, und einem Bericht mit dem Titel: Oklahoma Shame, der auf dem Frank Earnest Gannett TV-Sender KOCO in Oklahoma City, Oklahoma, ausgestrahlt wurde. Die Serie wurde 1982 mit dem Peabody Award ausgezeichnet.

## Vietnam Veterans Memorial Fund
In einer vierteiligen Serie vom November 1983 für den Fernsehsender WDMV (heute WUSA), der zu Gannett in Washington, D.C. gehört, Channel 9 mit dem Titel: Vietnam Memorial: A Broken Promise?.
... Er warf ernsthafte Fragen über die Angemessenheit der Finanzen des Vietnam Veterans Memorial Fund auf, einer privaten Organisation, die 9 Millionen Dollar für den Bau der Mauer sammelte. Sherwood berichtete, dass nur 2,6 Millionen Dollar ausgegeben worden seien und wollte wissen, wo der Rest des Geldes wäre.
Bob Doubek, Projektleiter des Fonds, sagte: "Das war ein Frontalangriff. Alles, was Sherwood mache, sei Spekulation, Schall und Rauch. Um eine Klage zu verhindern, strahlte der Sender einen Widerruf aus und spendete 50.000 Dollar an den Fonds. Sherwood wurde verhaftet und angeklagt, einen Protagonisten des Berichts, John P. Wheeler III, Vorsitzender des Fonds und Sonderrats des Vorsitzenden der SEC, illegal aufgenommen zu haben. Die Anklage gegen Sherwood wurde später fallengelassen. Eine Prüfung des Fonds durch das General Accounting Office, die im Mai 1984 veröffentlicht wurde, kam zu dem Schluss, dass die Anschuldigungen gegen Sherwood in Bezug auf den Fonds unbegründet waren.
Im Dezember weigerte sich der Sender, einen weiteren Bericht von Sherwood auszustrahlen, in dem er den Fonds kritisierte. Sherwood kündigte und bekam einen Job bei der Washington Times mit einem niedrigeren Gehalt. Die Schlagzeile der New York Times zu dieser Kontroverse lautete: Projekt eines Reporters ruiniert seine Karriere. (17. Juli 1984)

## Inquisition
In seinem Buch Inquisition: The Persecution and Prosecution of the Reverend Sun Myung Moon kommt Sherwood zu dem Schluss:
Die Vereinigungskirche, ihr Oberhaupt und seine Anhänger waren und sind die Opfer der schlimmsten Art von religiösen Vorurteilen und rassistischem Fanatismus, die dieses Land seit über einem Jahrhundert erlebt hat. Darüber hinaus wurde praktisch jede Institution, die wir als Amerikaner heilighalten, der Kongress, die Gerichte, die Strafverfolgungsbehörden, die Presse, sogar die US-Verfassung selbst, auf böswillige, oft brutale Weise prostituiert, als Teil einer entschlossenen Bemühung, diese kleine, aber expandierende religiöse Bewegung auszulöschen.
In der Geschichte The Resurrection of Reverend Moon (21. Januar 1992) veröffentlichte die PBS-Fernsehserie Frontline eine Kopie eines Briefes an Moon, geschrieben von James Gavin, einem der Leiter von Moons Vereinigungskirche. Gavin erzählt Moon, dass er den allgemeinen Ton und den sachlichen Inhalt des Buches vor der Veröffentlichung überprüft und Überarbeitungen vorgeschlagen habe. Gavin fügt hinzu: Mr. Sherwood versicherte mir, dass all dies erledigt sein wird, wenn das Manuskript an den Verlag geht. Gavin schließt mit den Worten an Moon: Wenn alle unsere Vorschläge eingearbeitet sind, wird das Buch fertig sein und meiner Meinung nach einen erheblichen Einfluss haben. ... Abgesehen davon, dass es unsere Kritiker jetzt zum Schweigen bringt, sollte das Buch von unschätzbarem Wert sein, um andere von unserer Legitimität für viele Jahre zu überzeugen.

## Pentagon-Programm für militärische Analysten
Sherwood war eines von 75 Mitgliedern des Pentagon-Militäranalystenprogramms, das 2002 rekrutiert wurde, um in den US-Medien als Militäranalysten aufzutreten und Argumente für die Invasion des Irak durch die Bush-Regierung zu liefern.

## Gestohlene Ehre
Während des Präsidentschaftswahlkampfs von 2004 verfasste und inszenierte Sherwood den Anti-Kerry-Dokumentarfilm Stolen Honor, der die Standpunkte einer Reihe amerikanischer Vietnamkriegsveteranen präsentierte, die behaupteten, John Kerrys Antikriegsaktivitäten hätten ihnen geschadet und Kerry als Verräter dargestellt. Sherwood sagte gegenüber Fox News: Wir sind alle Vietnam-Kriegsveteranen, und wir wurden alle von John Kerry verleumdet und verunglimpft, als Babymörder gebrandmarkt. Der journalistische Anspruch dieses Artikels wurde vielfach in Frage gestellt. Sinclair Broadcasting plante, die Sendung am Vorabend der Parlamentswahlen auszustrahlen, und erklärte, dass sie sie für Berichtens Wert hielten. Nach der darauffolgenden Kontroverse strahlte Sinclair den Film nicht aus
Stolen Honor war ein Projekt von Sherwoods Red, White and Blue Productions mit Sitz in Harrisburg, Pennsylvania, deren öffentliche Angelegenheiten von Quantum Communications verwaltet werden, einer Firma im Besitz des Lobbyisten Charles Gerow. Im Jahr 2000 kandidierte Gerow auf der Wahlliste der Republikaner für den Kongress. Im Jahr 2003 wurde er von Präsident Bush als Mitglied der Benjamin Franklin Tercentenary Commission nominiert.  Gerow fungierte als Publizist für den Film.
Sherwood verklagte Kerry und behauptete, er wäre dafür verantwortlich, dass Sinclair sich weigerte, den Film auszustrahlen und dass Sherwoods Ruf beschädigt wurde. Kerry gründete einen Fonds zur Verteidigung von Anwälten mit dem Namen: Fund for Truth and Honor, eine Anspielung auf den Titel von Sherwoods Film. Die Klage wurde abgewiesen.

## Republikanische Ernennungen
Sherwood arbeitete früher für den Gouverneur von Pennsylvania, Tom Ridge, den George W. Bush später zum ersten Heimatschutzminister ernannte. Sherwood und Ridge trafen sich, als Ridge Kongressabgeordneter und ein wichtiger Kritiker des geplanten Vietnam Veterans Memorial war und Sherwood negativ über den Memorial Fund berichtete. Sherwood ist derzeit Executive Vice President und Director of Communications der WVC3 Group, Inc., einer Anti-Terror- und Sicherheitsfirma mit Hauptsitz in Reston, Virginia.
Laut seinem Profil auf der WVC3-Website diente Sherwood "während der Reagan-Administration als Sonderberater des Marineministers.

## Tod
Am 11. Juni 2014 starb er im Alter von 67 Jahren in Philadelphia, Pennsylvania, an Herzinsuffizienz.